# Salix (Iowa)
Salix – miasto w Stanach Zjednoczonych, w stanie Iowa, w hrabstwie Woodbury. Zgodnie ze spisem statystycznym z 2000 roku, miasto liczyło 370 mieszkańców.